# Liste von Kriegen und Schlachten im alten China
Weiß hinterlegte Schlachten gehören zu dem im orangefarbenen Feld über ihnen genannten Krieg. Falls ein Krieg in verschiedene Stadien unterteilt ist, sind diese hellorange gekennzeichnet.
| Datum                                                  | Schlachtname                                 | Ort                                          | Anmerkungen                                    |
| bis 700 v. Chr.: Chinesische Königsdynastien           | bis 700 v. Chr.: Chinesische Königsdynastien | bis 700 v. Chr.: Chinesische Königsdynastien | bis 700 v. Chr.: Chinesische Königsdynastien   |
| ------------------------------------------------------ | -------------------------------------------- | -------------------------------------------- | ---------------------------------------------- |
| 26. Jahrhundert v. Chr.                                | Schlacht von Banquan                         | Banquan                                      | Youxiong besiegt Shennong                      |
| 26. Jahrhundert v. Chr.                                | Schlacht von Zhuluo                          | Hebei                                        | Der Gelbe Kaiser besiegt Chi You               |
| 1766 v. Chr.                                           | Schlacht von Mingtiao                        | Mingtiao                                     | Shang-Dynastie besiegt Xia-Dynastie            |
| 1046 v. Chr.                                           | Schlacht von Muye                            | Henan                                        | Zhou-Dynastie besiegt Shang-Dynastie           |
| 700–500 v. Chr.: Zeit der Frühlings- und Herbstannalen |                                              |                                              |                                                |
| 632 v. Chr.                                            | Schlacht von Chengpu                         | Henan oder Shandong                          | Jin besiegt Chu                                |
| 595 v. Chr.                                            | Schlacht von Bi                              | unbekannt                                    | Chu besiegt Jin                                |
| 575 v. Chr.                                            | Schlacht von Yanling                         | Yanling                                      | Jin besiegt Chu                                |
| 506 v. Chr.                                            | Schlacht von Boju                            | unbekannt                                    | Wu besiegt Chu                                 |
| 700–500 v. Chr.: Zeit der Streitenden Reiche           |                                              |                                              |                                                |
| 478 v. Chr.                                            | Schlacht von Lize                            | unbekannt                                    | Yue besiegt Wu                                 |
| 353 v. Chr.                                            | Schlacht von Guiling                         | Handan                                       | Qi besiegt Wei                                 |
| 348 v. Chr.                                            | Schlacht von Maling                          | Henan                                        | Qi besiegt Wei                                 |
| 260 v. Chr.                                            | Schlacht von Changping                       | Shanxi                                       | Qin besiegt Zhao                               |
| 207–202 v. Chr.: Zusammenbruch der Qin-Dynastie        |                                              |                                              |                                                |
| 207 v. Chr.                                            | Schlacht von Julu                            | Hebei                                        | Chu besiegt Qin                                |
| 205 v. Chr.                                            | Schlacht von Jingxing                        | Hebei                                        | Han besiegt Zhao                               |
| 203 v. Chr.                                            | Schlacht am Wei-Fluss                        | Shandong                                     | Han besiegt Qi                                 |
| 202 v. Chr.                                            | Schlacht von Gaixia                          | Anhui                                        | Han besiegt Chu                                |
| 150 v. Chr. bis 89 n. Chr.: Feldzüge der Han-Dynastie  |                                              |                                              |                                                |
| 133 v. Chr.                                            | Schlacht von Mayi                            | Shanxi                                       | Han-Dynastie besiegt die Xiongnu               |
| 119 v. Chr.                                            | Schlacht von Mobei                           | Wüste Gobi                                   | Han-Dynastie besiegt die Xiongnu               |
| 108 v. Chr.                                            | Schlacht von Loulan                          | Lop Nur                                      | Han-Dynastie besiegt Loulan                    |
| 67 v. Chr.                                             | Schlacht von Jushi                           | Turpan                                       | Han-Dynastie besiegt Jushi                     |
| 36 v. Chr.                                             | Schlacht von Zhizhi                          | Taras                                        | Han-Dynastie besiegt die Xiongnu               |
| 23 n. Chr., Juni                                       | Schlacht von Kunyang                         | Henan                                        | Han-Dynastie besiegt Xin-Dynastie              |
| 73, Februar                                            | Schlacht von Yiwulu                          | Kumul                                        | Han-Dynastie besiegt Xiongnu                   |
| 89, Juni                                               | Schlacht von Ikh Bayan                       | Ikh Bayan                                    | Han-Dynastie besiegt Xiongnu                   |
| 18–27: Aufstand der Roten Augenbrauen                  |                                              |                                              |                                                |
| 184–220: Zusammenbruch der Han-Dynastie                |                                              |                                              |                                                |
| 184                                                    | Aufstand der Gelben Turbane                  | mehrere Provinzen                            | erst 207 überall erstickt                      |
| 190                                                    | Allianz gegen Dong Zhuo                      | Luoyang, Chang’an                            | Die Allianz der Kriegsherren besiegt Dong Zhuo |
| 191                                                    | Schlacht von Jieqiao                         | Hebei                                        | Yuan Shao besiegt Gongsun Zan                  |
| 197                                                    | Schlacht von Wancheng                        | Nanyang                                      | Zhang Xiu besiegt Cao Cao                      |
| 198                                                    | Schlacht von Xiapi                           | Jiangsu                                      | Cao Cao und Liu Bei besiegen Lü Bu             |
| 199                                                    | Schlacht von Yijing                          | Hebei                                        | Yuan Shao besiegt Gongsun Zan                  |
| 200, Frühjahr                                          | Schlacht von Guandu                          | Henan                                        | Cao Cao besiegt Yuan Shao                      |
| 202                                                    | Schlacht von Bowang                          | Henan                                        | Liu Bei besiegt Cao Cao                        |
| 208, Oktober                                           | Schlacht von Changban                        | Dangyang                                     | Cao Cao besiegt Liu Bei                        |
| 208, November                                          | Erste Schlacht von Hefei                     | Hefei                                        | Cao Cao besiegt Sun Quan                       |
| 208, Dezember                                          | Schlacht von Chibi                           | Jangtse                                      | Sun Quan und Liu Bei besiegen Cao Cao          |
| 211, September                                         | Schlacht am Tong-Tor                         | Shaanxi                                      | Cao Cao besiegt Ma Chao und Han Sui            |
| 217                                                    | Zweite Schlacht von Hefei                    | Hefei                                        | Cao Cao besiegt Sun Quan                       |
| 219                                                    | Schlacht am Berg Dingjun                     | Shaanxi                                      | Liu Bei besiegt Cao Cao                        |
| 219                                                    | Schlacht von Fancheng                        | Hubei                                        | Sun Quan besiegt Liu Bei                       |
| 220–280: Zeit der Drei Reiche                          |                                              |                                              |                                                |
| 222                                                    | Schlacht von Xiaoting                        | Hubei                                        | Sun Quan (Wu) besiegt Liu Bei (Shu)            |
| 225                                                    | Aufstand der Nanman                          | Yunnan                                       | Shu besiegt die Nanman                         |
| 228                                                    | Schlacht von Jieting                         | Gansu                                        | Wei besiegt Shu                                |
| 228, Herbst                                            | Schlacht von Shiting                         | Shiting                                      | Wu besiegt Wei                                 |
| 228, Dezember                                          | Schlacht von Chencang                        | Gansu                                        | Wei besiegt Shu                                |
| 229                                                    | Zhuge Liangs 3. Nördliche Expedition         | Gansu                                        | Wei besiegt Shu                                |
| 231                                                    | Zhuge Liangs 4. Nördliche Expedition         | Gansu                                        | Wei besiegt Shu                                |
| 234                                                    | Zhuge Liangs 5. Nördliche Expedition         | Gansu                                        | Wei besiegt Shu                                |
| 234, Herbst                                            | Schlacht auf der Wu-Zhang-Ebene              | Gansu                                        | Wei besiegt Shu                                |
| 233, Dezember                                          | Dritte Schlacht von Hefei                    | Hefei                                        | Wei besiegt Wu                                 |
| 234, Juli                                              | Vierte Schlacht von Hefei                    | Hefei                                        | Wei besiegt Wu                                 |
| 253                                                    | Jiang Weis erste Nordexpedition              | Gansu                                        | Wei besiegt Shu                                |
| 253, August                                            | Fünfte Schlacht von Hefei                    | Hefei                                        | Wei besiegt Wu                                 |
| 254                                                    | Jiang Weis zweite Nordexpedition             | Gansu                                        | Wei besiegt Shu                                |
| 255, Sommer                                            | Jiang Weis dritte Nordexpedition             | Gansu                                        | Wei besiegt Shu                                |
| 258                                                    | Jiang Weis vierte Nordexpedition             | Gansu                                        | Rückzug Jiang Weis                             |
| 262                                                    | Jiang Weis fünfte Nordexpedition             | Gansu                                        | Wei besiegt Shu                                |
| 263                                                    | Wei-Invasion in Shu Han                      | Gansu                                        | Wei zerstört Shu                               |
| 279                                                    | Jin-Invasion in Wu                           | Hebei                                        | Jin zerstört Wu                                |
| 303–420: China unter der Jin-Dynastie                  |                                              |                                              |                                                |
| 383, November                                          | Schlacht am Fei-Fluss                        | Fei-Fluss                                    | Jin-Dynastie besiegt Qin-Dynastie              |
| 420–581: Südliche und Nördliche Dynastien              |                                              |                                              |                                                |
| 598–614: Kriege der Sui-Dynastie mit Goguryeo          |                                              |                                              |                                                |
| 598                                                    | Erster Krieg mit Goguryeo                    | Nordkorea                                    | Goguryeo schlägt die Sui-Dynastie              |
| 612                                                    | Schlacht von Salsu                           | Nordkorea                                    | Goguryeo schlägt die Sui-Dynastie              |
| 613                                                    | Dritter Krieg mit Goguryeo                   | Nordkorea                                    | Rückzug der Sui-Armee                          |
| 614                                                    | Vierter Krieg mit Goguryeo                   | Nordkorea                                    | Goguryeo schlägt die Sui-Dynastie              |